# Hire a Woman
Hire a Woman es una película de comedia romántica nigeriana de 2019 producida y dirigida por Chinneylove Eze e Ifeanyi Ikpoenyi. Está protagonizada por Uzor Arukwe, Nancy Isime, Alexx Ekubo en los papeles principales.

## Sinopsis
Jide es invitado a una reunión de exalumnos de la universidad. Su compañero de trabajo y amigo lo convence de llevar a Teni, su compañera de trabajo, para que se haga pasar por su novia para provocar los celos de su ex, que también asistirá a la reunión. Pero la mentira pronto se convierte en algo más profundo.

## Elenco
- Uzor Arukwe como Jide
- Nancy Isime como Teni
- Bellinda Effah como Zainab
- Alexx Ekubo como Emeka
- Ifu Enadda como Jane
- Mike Godson como Nat
- Erica Nlewedim como Nifemi
- Uche Nwaefuna como Toyosi

## Taquilla
La película se convirtió en un éxito de taquilla recaudando ₦ 20,8 millones y alcanzó el primer lugar de recaudación en Nigeria en marzo de 2019.